# Zabytki kolejowe w Polsce

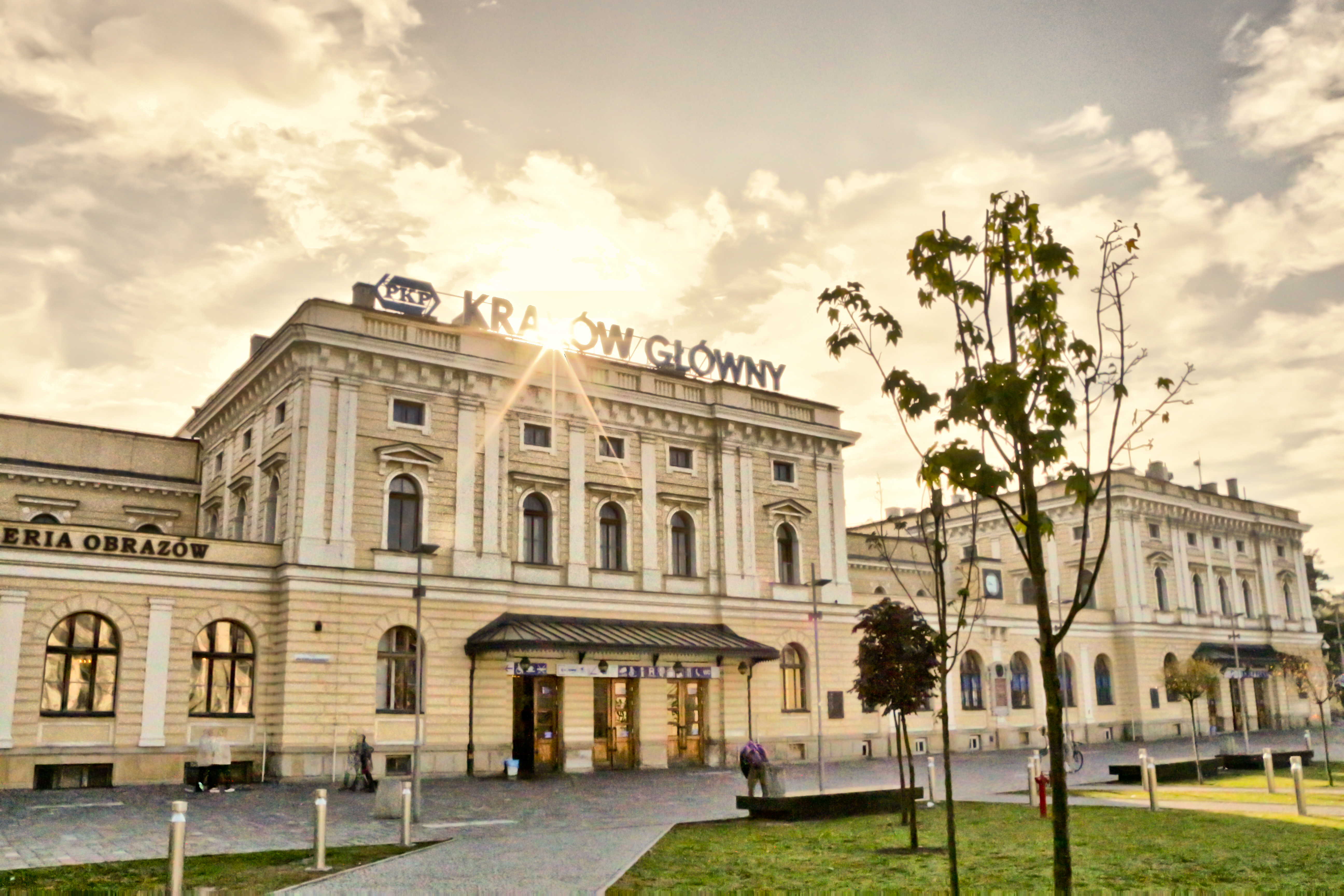
Dworzec Główny PKP w Krakowie

Zabytki kolejowe w Polsce – obiekty związane z transportem kolejowym wpisane do ewidencji zabytków.
Status i zasady ochrony zabytków kolejnictwa określone są podobnie jak dla wszystkich innych zabytków, w ustawie z 23 lipca 2003 r. o ochronie zabytków i opiece nad zabytkami. W myśl definicji ustawowej zabytek to nieruchomość lub rzecz ruchoma, ich część lub zespoły, będące dziełem człowieka lub związane z jego działalnością i stanowiące świadectwo minionej epoki bądź zdarzenia, których zachowanie leży w interesie społecznym ze względu na posiadaną wartość historyczną, artystyczną lub naukową (art. 3 pkt. 1). W myśl art. 6 ust. 1 ww. ustawy ochronie i opiece podlegają – bez względu na stan zachowania – zarówno zabytki nieruchome, takie jak np. zespoły budowlane, dzieła architektury i budownictwa oraz obiekty techniki; jak i zabytki ruchome będące w szczególności wytworami techniki, a zwłaszcza urządzeniami, środkami transportu oraz maszynami i narzędziami świadczącymi o kulturze materialnej, charakterystycznymi dla dawnych i nowych form gospodarki, dokumentującymi poziom nauki i rozwoju cywilizacyjnego.

## Muzea (obiekty i kolekcje)
- zespół parowozowni z 1929 r. (hala parowozów, budynek biurowo-hotelowy, kanał oczystkowy), ob. Muzeum Kolejnictwa w Kościerzynie (dawniej Skansen Parowozownia Kościerzyna), ul. Towarowa 7[3]
- parowozownia wachlarzowa z warsztatami w Jaworzynie Śląskiej (1906), obecnie Muzeum Przemysłu i Kolejnictwa na Śląsku[4]
- zespół lokomotywowni w Skierniewicach (hala wachlarzowa, pompownia, stacja wodna, warsztaty, budynek biurowo-socjalny, budynek biurowo-magazynowy, budynek obrządzania parowozów, zasieki węglowe, punkt kontrolny, magazyn smarów, suszarnia piasku), przy ul. Łowickiej 1[5]

## Muzea, izby pamięci i tradycji (kolekcje)

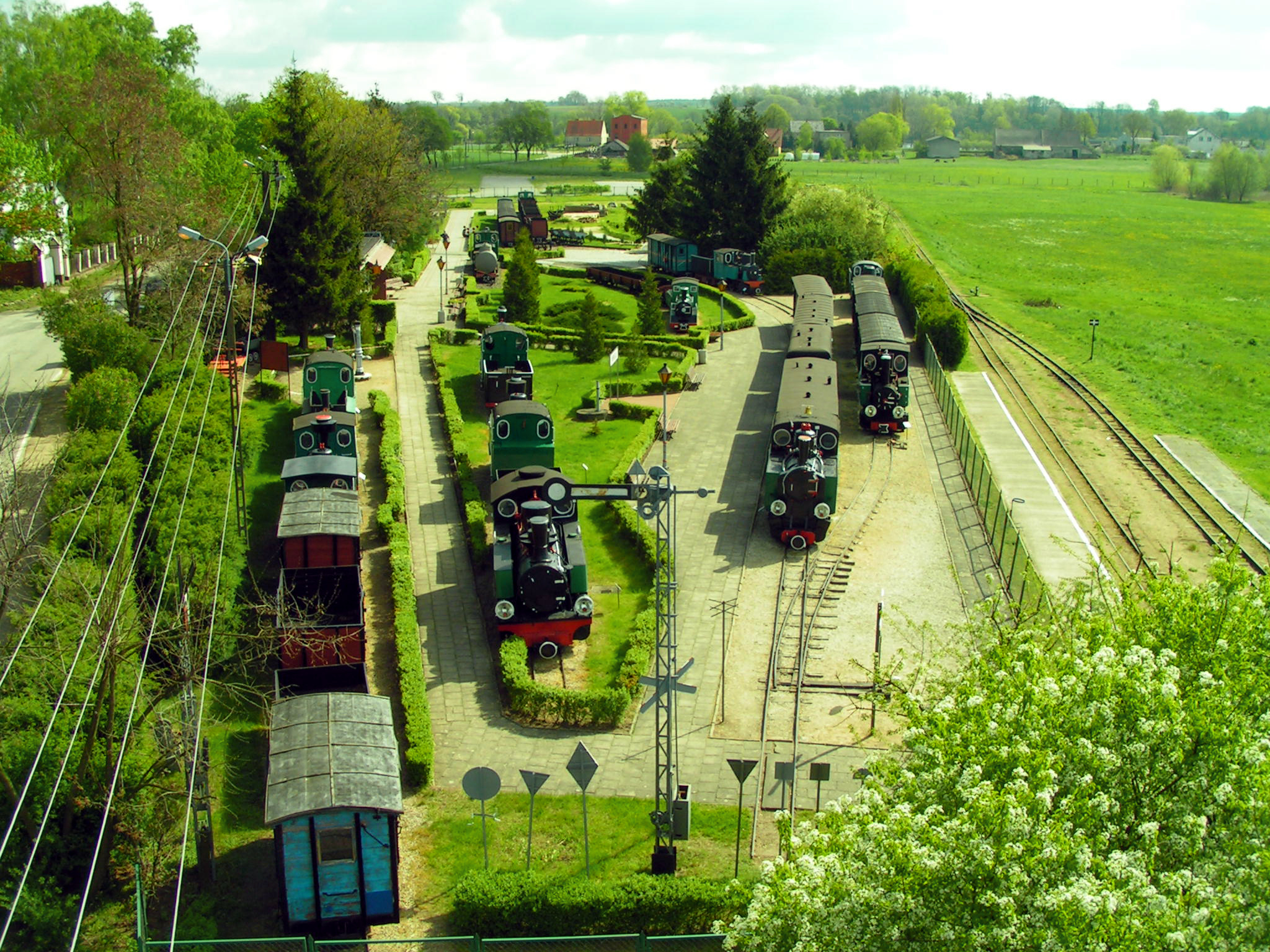
Muzeum Kolei Wąskotorowej w Wenecji

- Muzeum Kolejnictwa w Warszawie, ul. Towarowa 1, dawny Dworzec Główny PKP
- Skansen taboru kolejowego w Chabówce
- Muzeum Kolei Wąskotorowej w Sochaczewie, Sochaczew, ul. Towarowa 1
- Muzeum Kolei Wąskotorowej w Wenecji
- Muzeum Pomorskich Kolei Wąskotorowych, Gryfice, ul. Błonie 2
- Muzeum – Izba Pamięci Kolejnictwa w Ostrowie przy PKP CARGO, Skorupki 2, 63-400 Ostrów Wielkopolski
- Muzeum Historii Kolei, Dworzec Częstochowa Stradom, ul. Kazimierza Pułaskiego 100/120
- Izba pamięci przy Zakładzie Linii Kolejowych w Poznaniu, Poznań, Al. Niepodległości 8, Gmach byłej Dyrekcji Kolei
- Sala Tradycji w PKP CARGO S.A., Zakład Taboru w Szczecinie, Szczecin, ul. Marynarska 1

## Budynki dworcowe

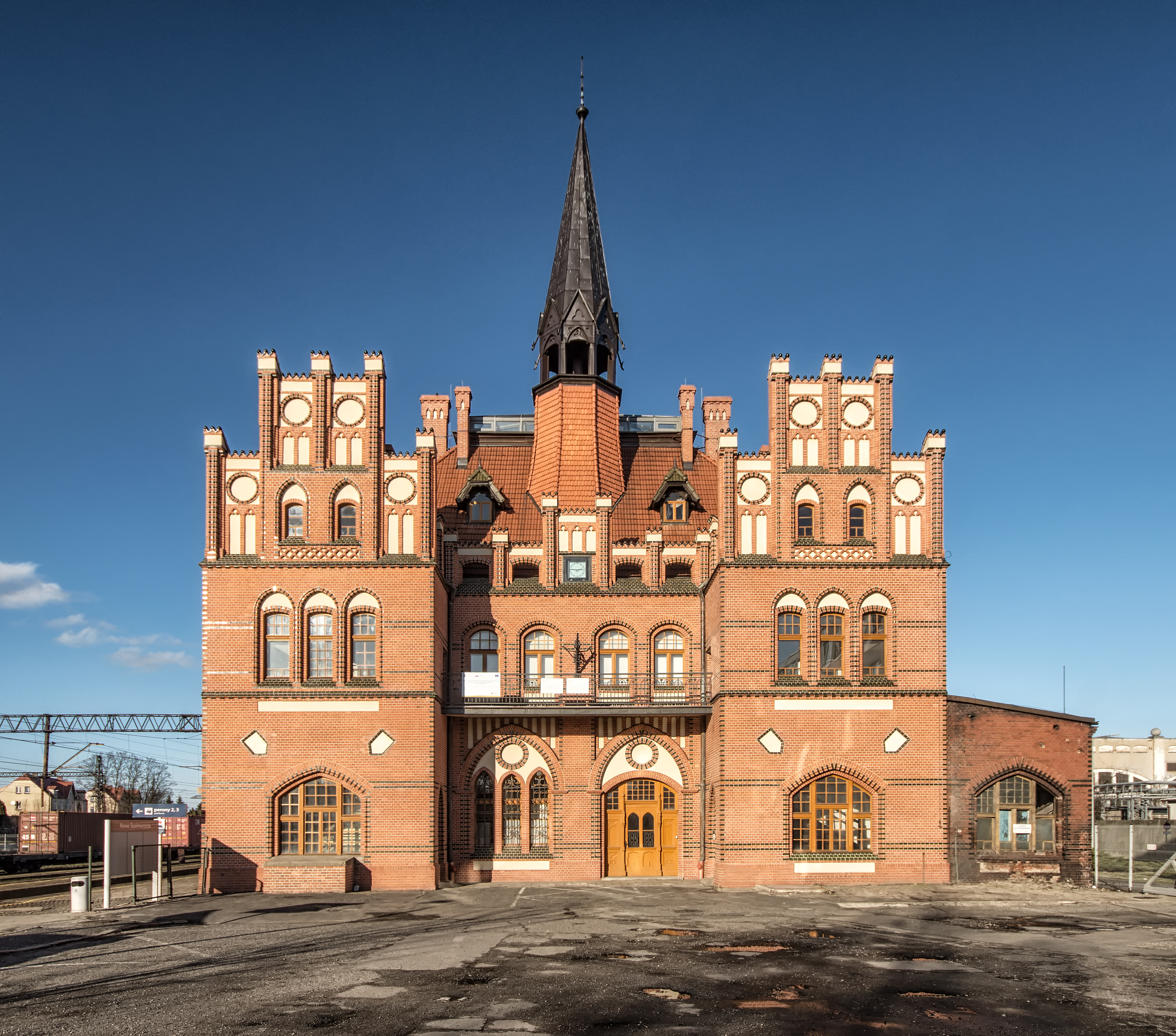
Dworzec kolejowy w Nowych Skalmierzycach (2022)

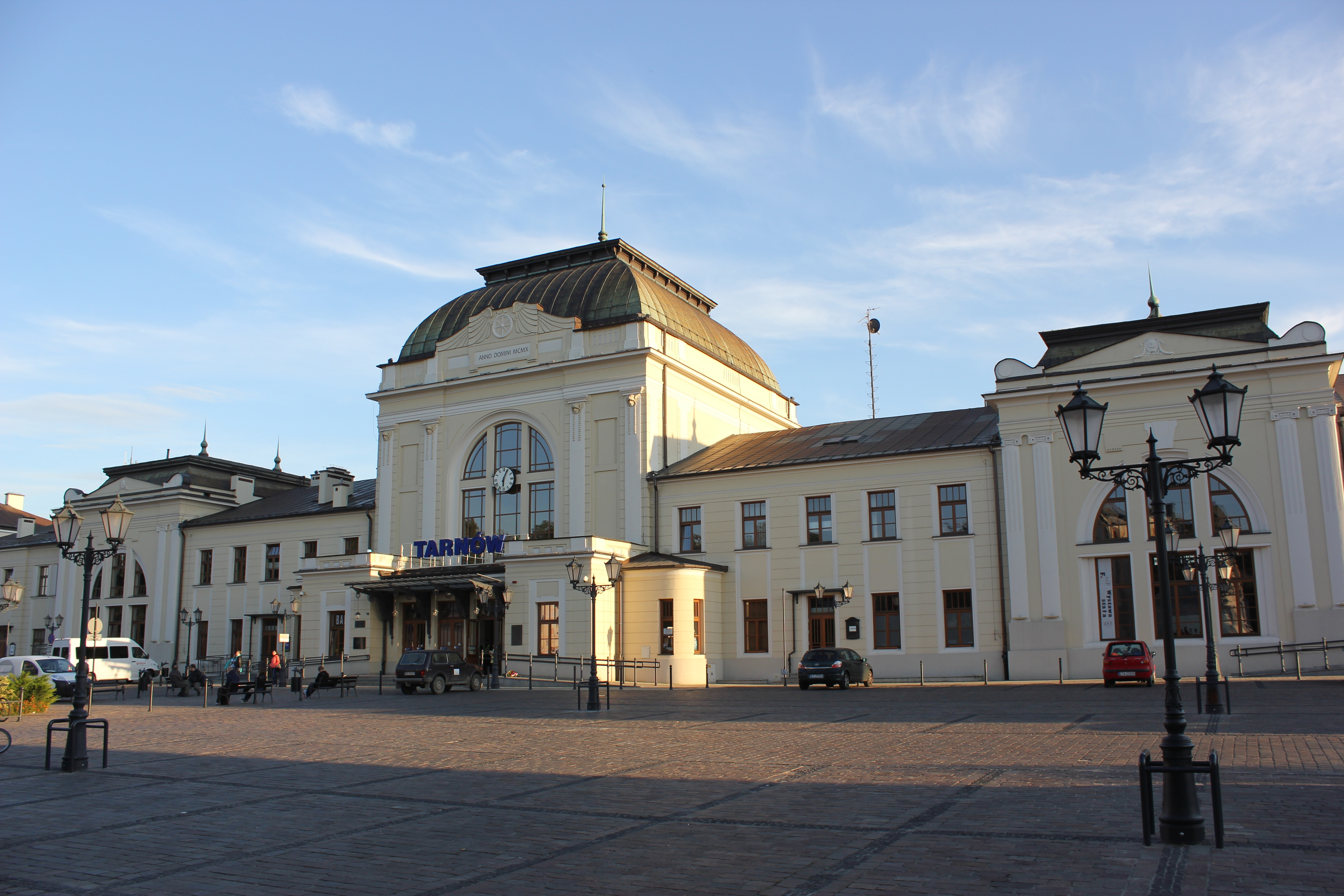
Dworzec główny w Tarnowie (2015)

- Kraków Główny (między ul. Warszawską, Ogrodową, Pawią, Placem Kolejowym, Lubicz i Bosacką)[6]
- Bydgoszcz Główna (Bydgoszcz), dworzec wyspowy (wewnętrzny) zbudowany w latach 1851–1861, po rewitalizacji (2015)
- Wrocław Główny (ul. Piłsudskiego, Wrocław)[7]
- Tarnów (budowa gmachu: 1906–1910)[6]
- Toruń: Toruń Główny, Toruń Wschodni, Toruń Miasto i Toruń Północny[8]
- Nowe Skalmierzyce (Nowe Skalmierzyce), na trasie kolejowej Ostrów Wielkopolski – Kalisz
- Skarżysko-Kamienna (ul. Niepodległości, Skarżysko-Kamienna)
- Grabina Śląska („Strzegom Grabina”), mur.-szach. z 1909 (budynek dworca z łącznikiem, magazyn spedycji kolejowej)[4]
- zespół dworca kolejowego Miechucino (1905): dworzec, przepompownia, wieża ciśnień, sanitariaty, piwnica-magazyn[3]
- zespół dworca kolejowego w Aleksandrowie Kujawskim z 2 poł. XIX w. (dworzec kolejowy, wieża ciśnień z 1895, 3 domy mieszkalne z 1893–1895, zieleń towarzysząca)[9]
- zespół dworca kolejowego w Ciechocinku z 1870 i 1901–1902 (szach. dworzec kolejowy „Letni”, ob. dom mieszkalny; nowy dworzec kolejowy; zieleń towarzysząca)[9]
- zespół stacji kolejowej Piła Główna (Piła)[10]

## Inne obiekty kubaturowe

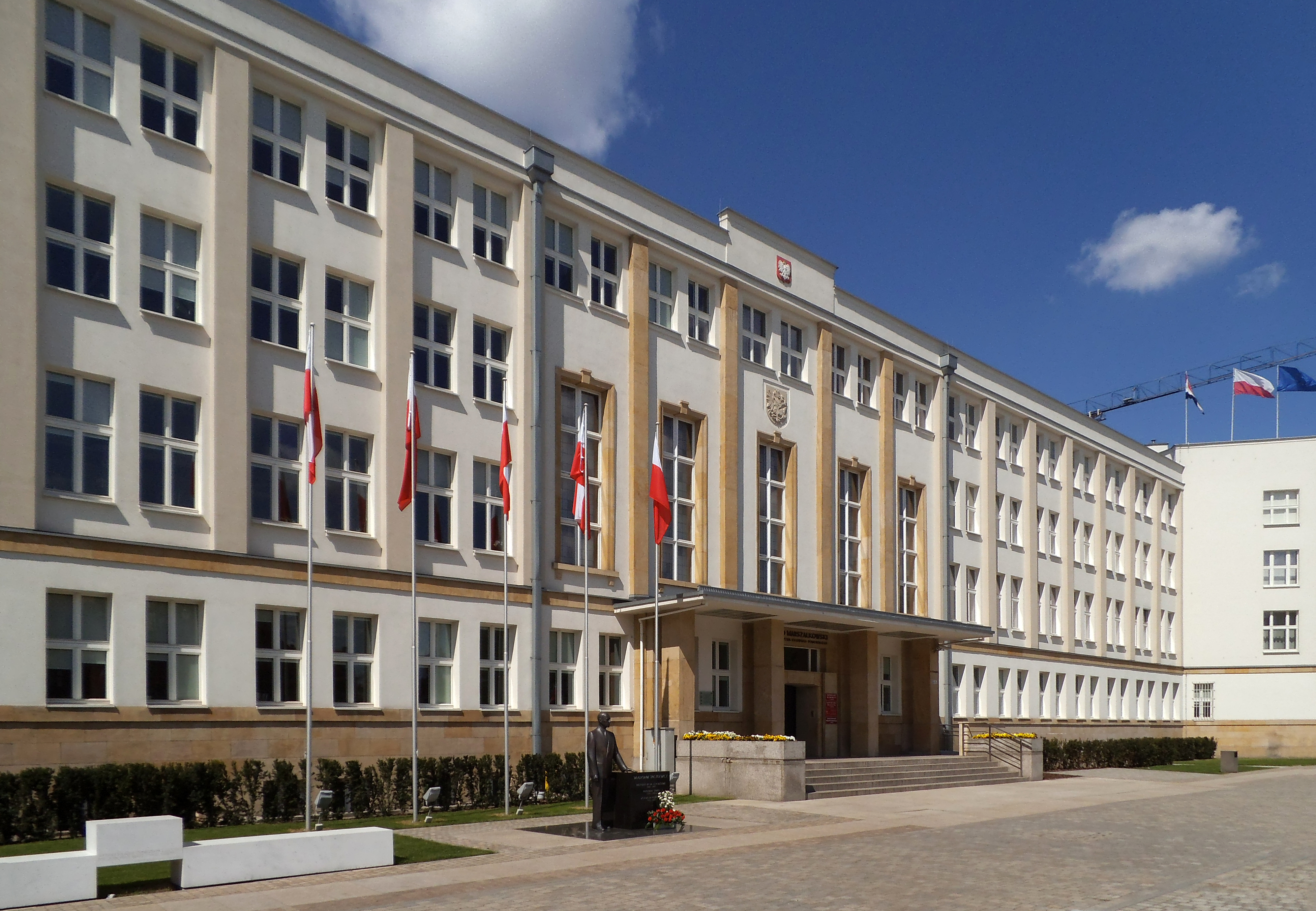
Dawna siedziba Dyrekcji Okręgowej Kolei Państwowych w Toruniu, obecnie Urząd Marszałkowski (2015)

- Gmach dawnej Dyrekcji Kolei w Bydgoszczy z lat 1886–1889[9]
- Gmach dawnej Dyrekcji Okręgowej Kolei Państwowych w Toruniu z 1932 roku[11]
- Gmach dawnego Inspektoratu Kolei Królewskiej w Toruniu (1892)
- Lokomotywownia Toruń Wschodni (1943)
- Lokomotywownia wachlarzowa z obrotnicą i budynek administracji lokomotywowni (poza rejestrem zabytków), Skarżysko-Kamienna, ul. Towarowa 5
- Parowozownia wachlarzowa z obrotnicą, wieża ciśnień, poniemieckie osiedle kolejowe i inne budynki (poza rejestrem zabytków), Sędziszów, woj. świętokrzyskie
- Parowozownia Wolsztyn, PKP Cargo S.A., Zakład Taboru Poznań, Wolsztyn, ul. Fabryczna 1, stacja kolejowa (poza rejestrem zabytków)
- Wodociągowa kolejowa wieża ciśnień z 1919, Słupsk, przy dawnej parowozowni[3]
- Nastawnia kolejowa, stacja kolejowa Nowe Skalmierzyce

## Urządzenia kolejowe
- żuraw obrotowy, lokomotywownia w Ostrowie Wielkopolskim, ul. Składowa

## Lokomotywy i wagony kolejowe

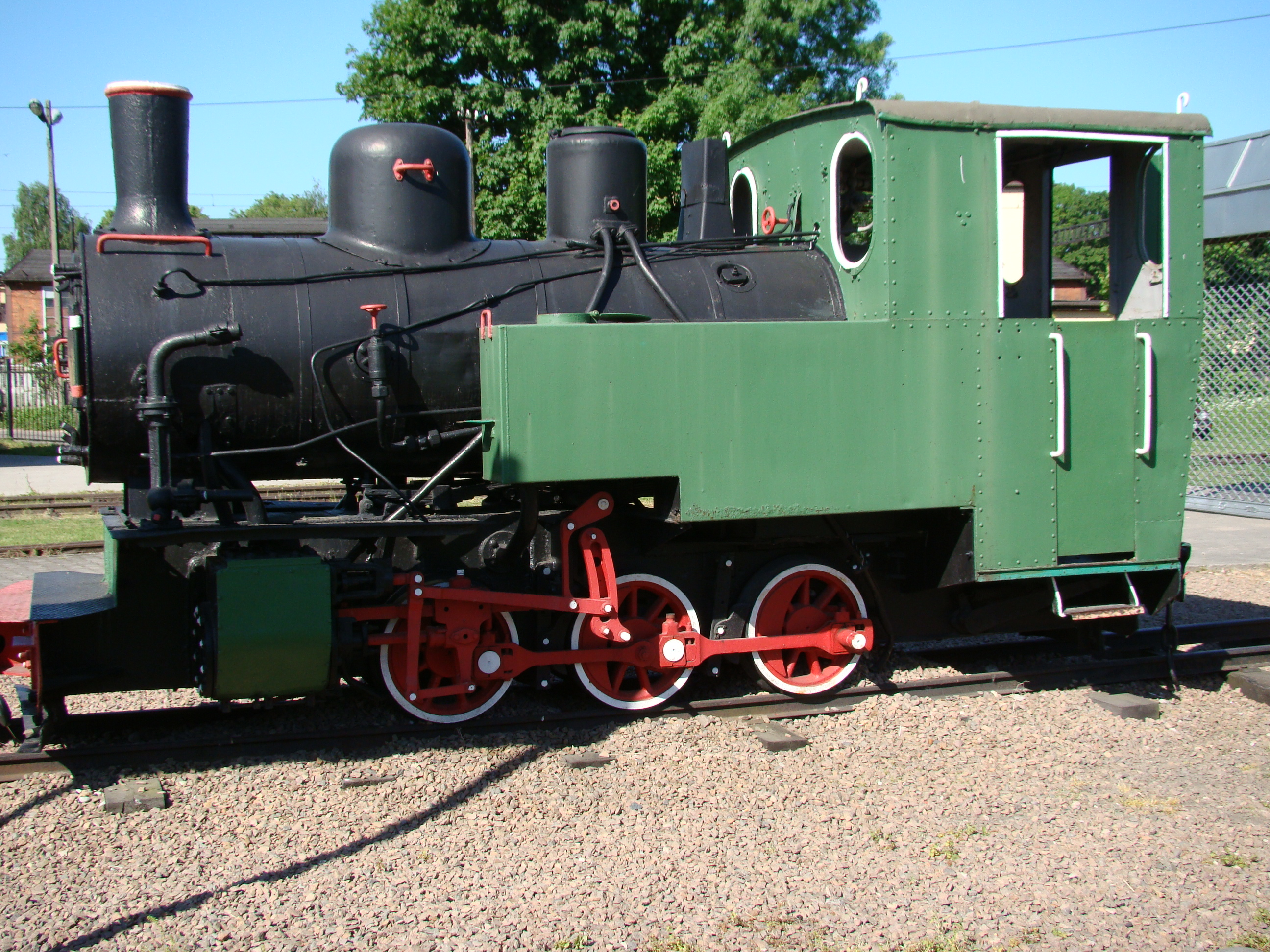
Lokomotywa Las w Ełku (2011)

- lista parowozów normalnotorowych zachowanych w Polsce
- lista parowozów wąskotorowych zachowanych w Polsce
- lokomotywa Lyd2-63 Środa Wielkopolska Miasto[12]

## Mosty

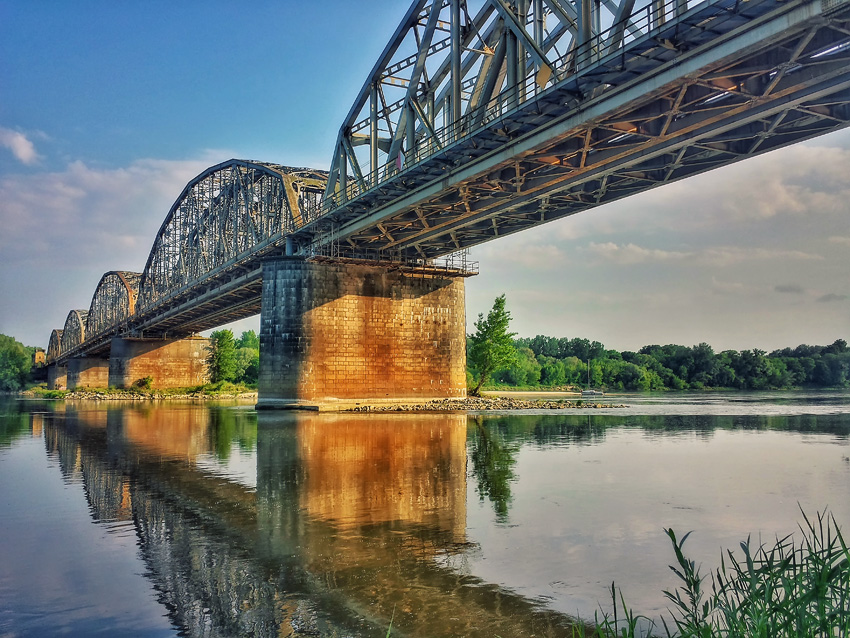
Most kolejowy im. Ernesta Malinowskiego w Toruniu (2016)

- most kolejowy nad Jeziorem Pilchowickim, zbudowany w latach 1905–1906. Przez most przebiega obecnie nieczynna linia kolejowa nr 283
- most kolejowy przez rzekę Radew, Linia kolejowa Szczecinek – Białogard, szlak Białogard – Karlino, km 71,158 (przy stacji Karlino)
- most kolejowy przez rzekę Reska Węgorza, linia Gdańsk – Stargard, szlak Lesięcin – Runowo Pomorskie, km 287,776 (w sąsiedztwie stacji Runowo Pomorskie)
- most kolejowy przez rzekę Grabowa, linia Gdańsk – Stargard, szlak Karwice – Wiekowo, km 176,821 (w pobliżu stacji Wiekowo)
- Most kolejowy obrotowy wąskotorowy w Rybinie nad rz. Szkarpawą z 1935[3]
- most kolejowy wąskotorowy nad rzeką Brdą w Koronowie, stalowy (1895)[9]
- most kolei wąskotorowej nad rzeką Iną w Lubowie k. Stargardu
- most kolejowy im. Ernesta Malinowskiego w Toruniu (1873)[13]